# Passiflora bogotensis
Passiflora bogotensis är en passionsblomsväxtart som beskrevs av George Bentham. Passiflora bogotensis ingår i släktet passionsblommor, och familjen passionsblomsväxter. Inga underarter finns listade i Catalogue of Life.